# Theodor von Sickel
Theodor von Sickel, född 18 december 1826 i Aken, död 21 april 1908 i Meran, var en tysk-österrikisk historiker.
Sickel blev 1857 extra ordinarie och var 1867–1892 ordinarie professor i historia vid Wiens universitet, 1874–1892 medlem av centraldirektionen för "Monumenta Germaniae Historica" och 1890–1892 direktor för österrikiska historiska institutet i Rom. Som föreståndare för Institutet för österrikisk historieforskning i Wien 1869–1891 utbildade han detta efter mönstret av École des chartes i Paris och har kallats skapare av den moderna diplomatiken. Han adlades 1884 och fick 1889 plats i herrehuset.
Sickel utgav bland annat Monumenta graphica medii ævi (nio band, 1859–1869), Beiträge zur Diplomatik (åtta delar, 1861–1882), Acta regum et imperatorum karolinorum (två band, 1867), Aktenstücke zur Geschichte des Konzils von Trient (tre delar, 1870–1872), "Diplomata imperii" (från Konrad I till Otto II, två band; i "Monumenta Germaniæ historica", 1879–1884), Kaiserurkunden in Abbildungen (med Heinrich von Sybel, 1880–1891), Römische Berichte (fem delar, 1815–1891). Han blev 1895 ledamot av Vitterhets-, historie- och antikvitetsakademien.